# Mammatus
Un mammatus o mamma (del llatí: mama, «mamella») és un terme meteorològic aplicat a un patró de cèl·lula que, en apilar-se, forma masses de núvols, desenvolupant un cúmul o cumulonimbe. El seu color acostuma a ser gris blavós; el mateix que una núvol host, però il·luminat directament pel sol. De vegades poden arribar a tenir una coloració entre vermellosa i daurada. Els mammatus poden persistir des de minuts fins a hores, difuminant-se i desapareixent en aquest temps.
Els mammatus només apareixen on hi ha cumulonimbes; i tanmateix, poden estar allunyats fins a 35 km d'una tempesta. L'atmosfera els acompanya amb humitat i inestabilitat mitjana i alta, i per sota una capa baixa molt seca. Per a la seva formació, cal que hi hagi també un corrent ascendent; modelant la seva peculiar forma semblant a unes mamelles que pengen.
Els mammatus solen formar-se més sovint quan fa calor.
És freqüent l'aparició de mammatus durant els tornados. Tot i això, contràriament al que vulgarment es comenta, els mammatus no són precursors dels tornados, tot i que sí que poden ser produïts per aquests.
És molt comú que a les tempestes productores de mammatus es produeixin forts corrents ascendents i tempestes elèctriques; els pilots d'avió han d'evitar escrupolosament travessar tempestes amb mammatus.

## Galeria

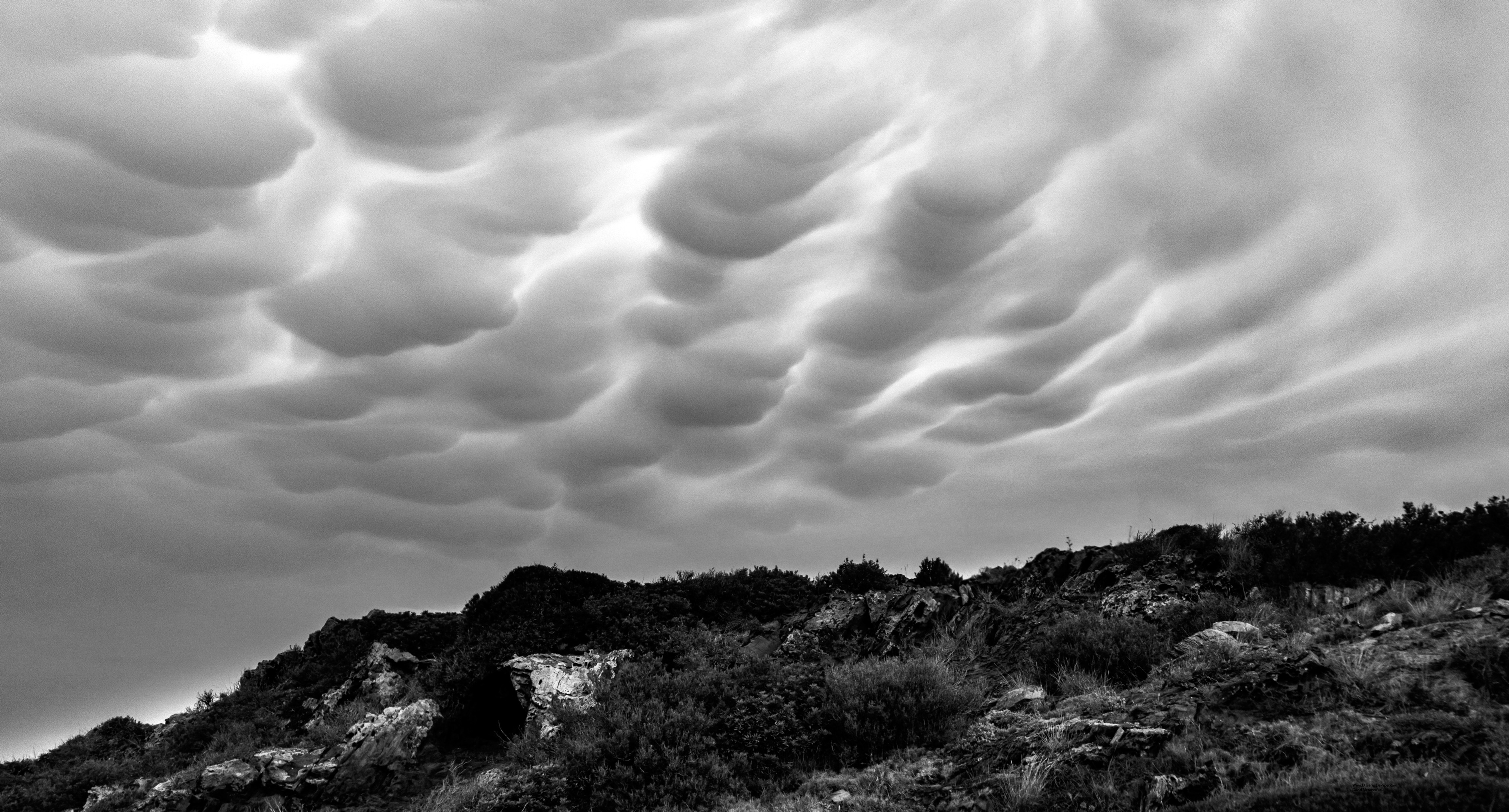
Mammatus al Cap de Creus (2014)
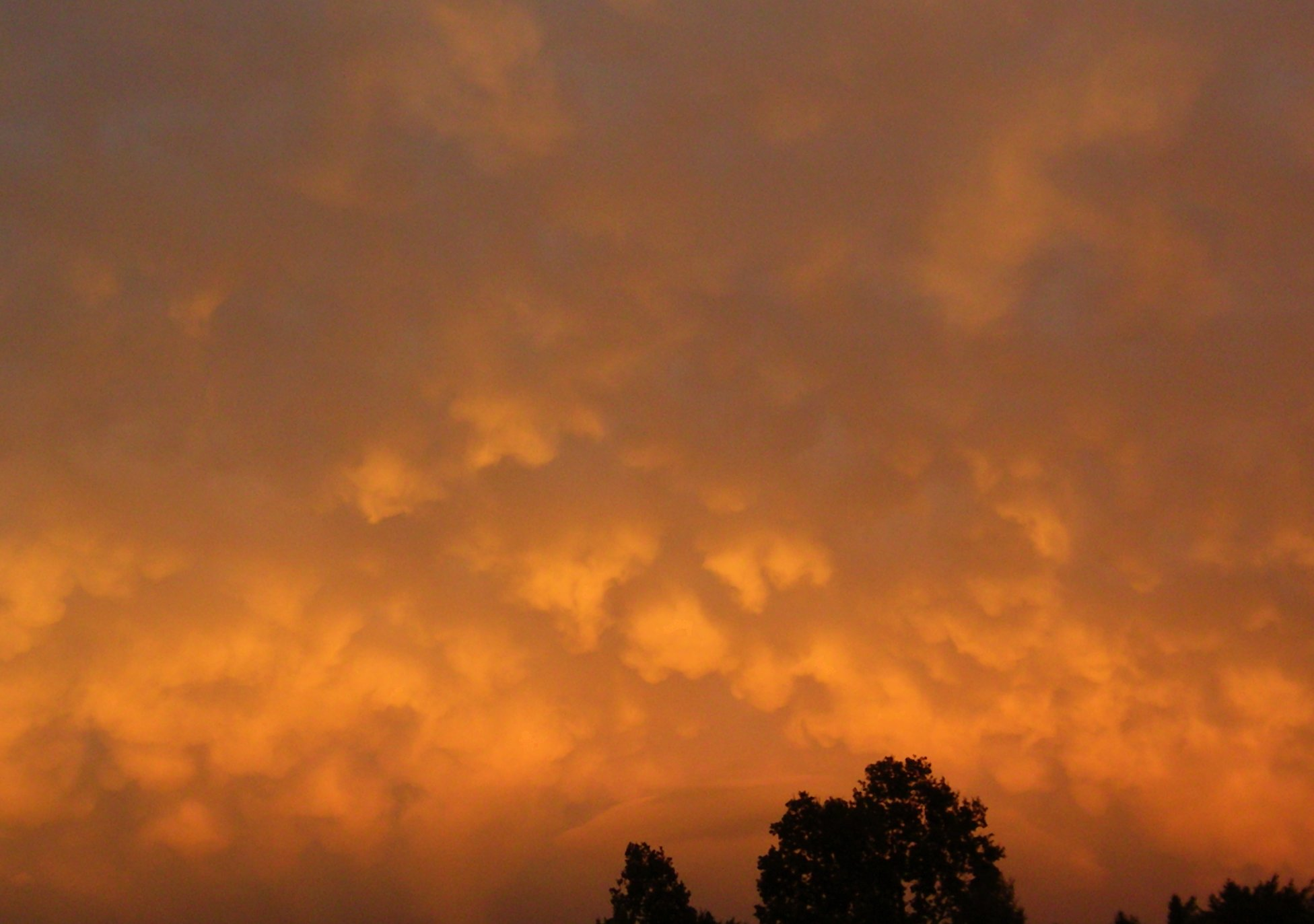
Mammatus al capvespre
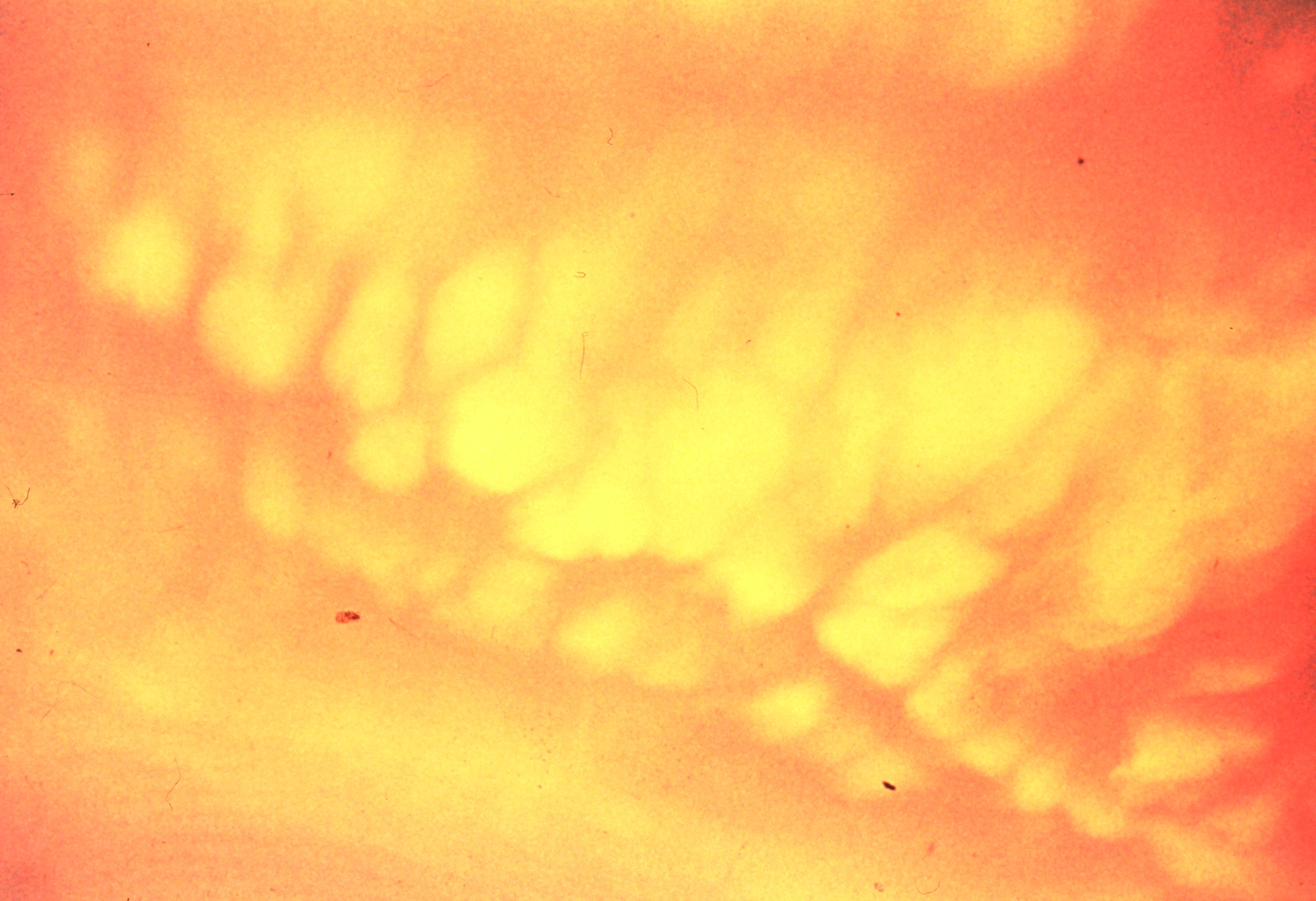
Mammatus globular, amb radar en 1r pla
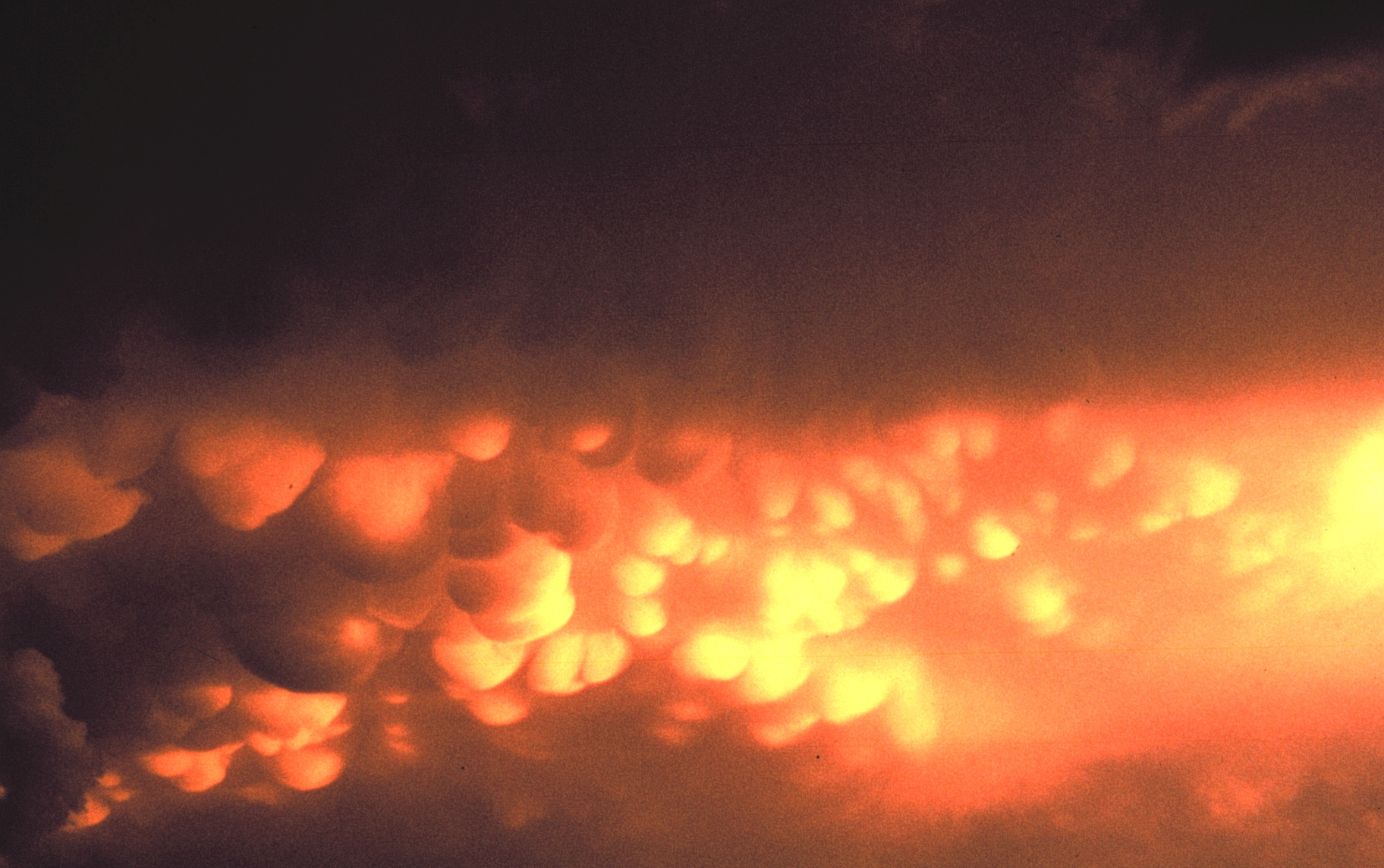
Mammatus
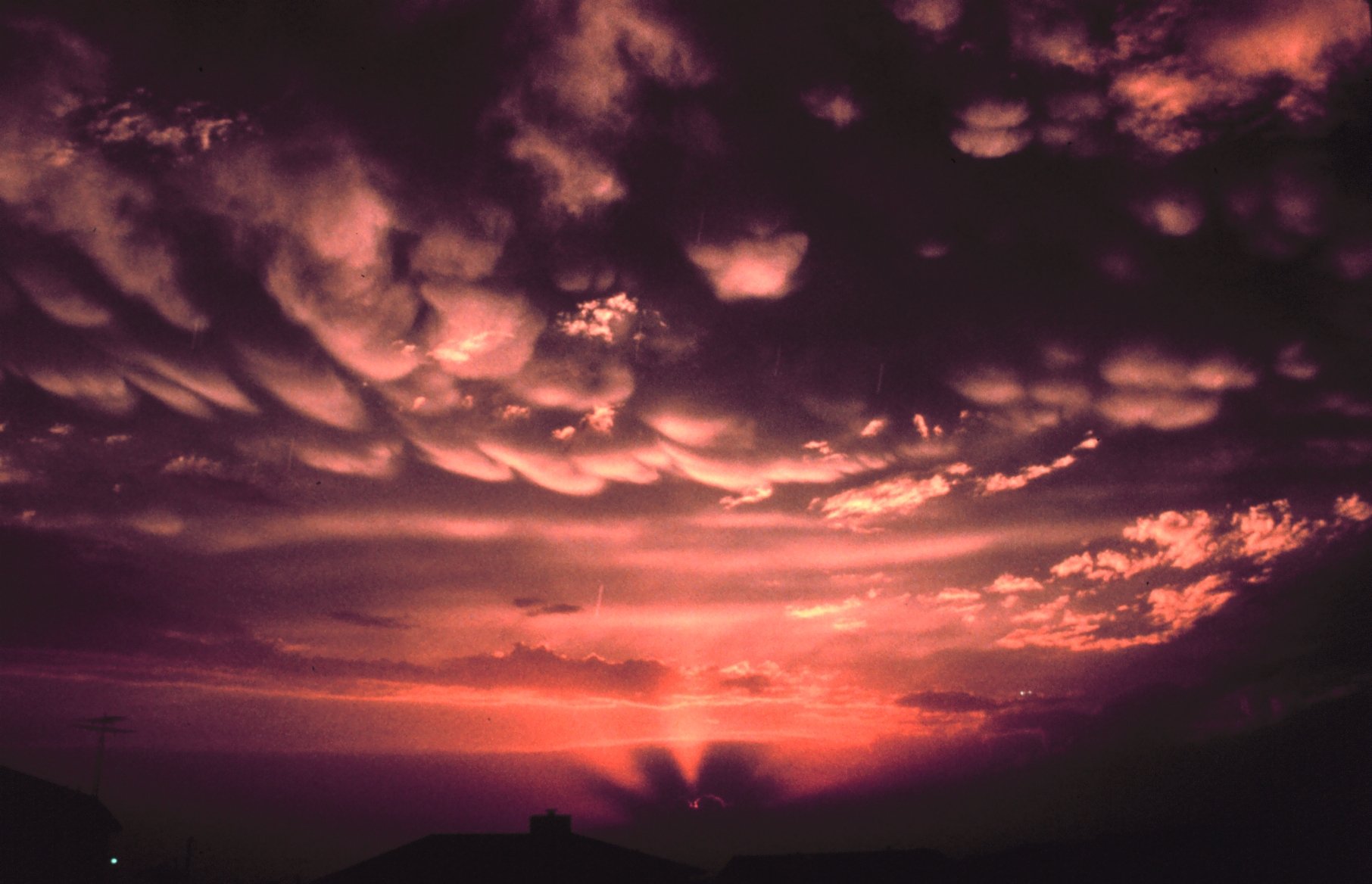
Mammatus
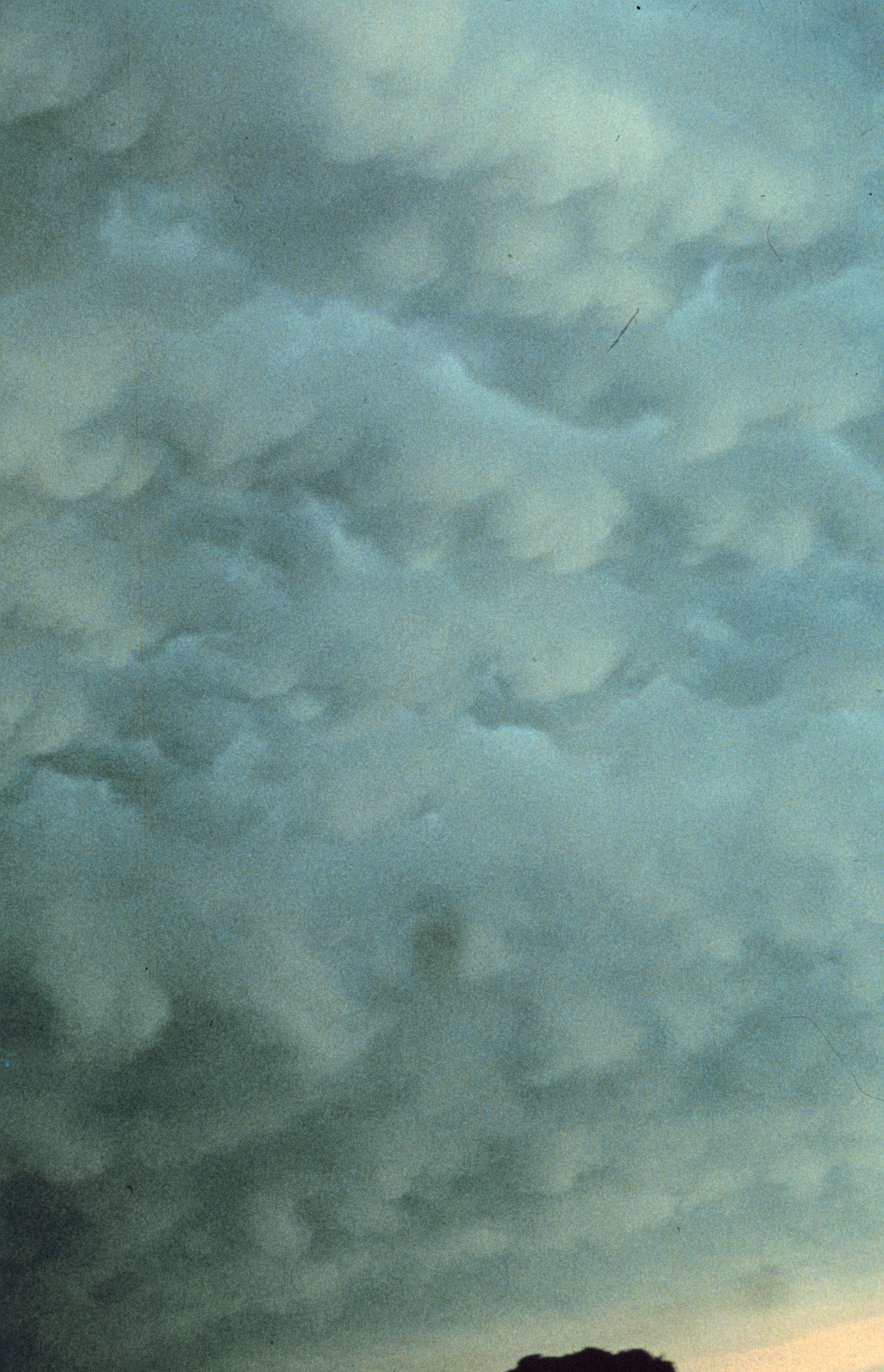
Mammatus
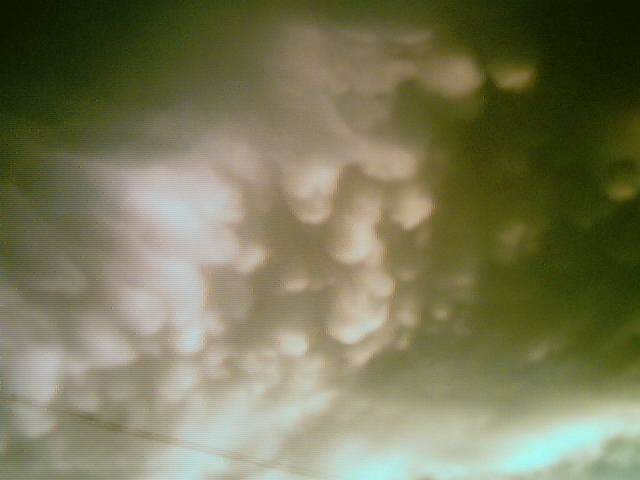
Cumulonimbus amb mammes, després del «Caterina»
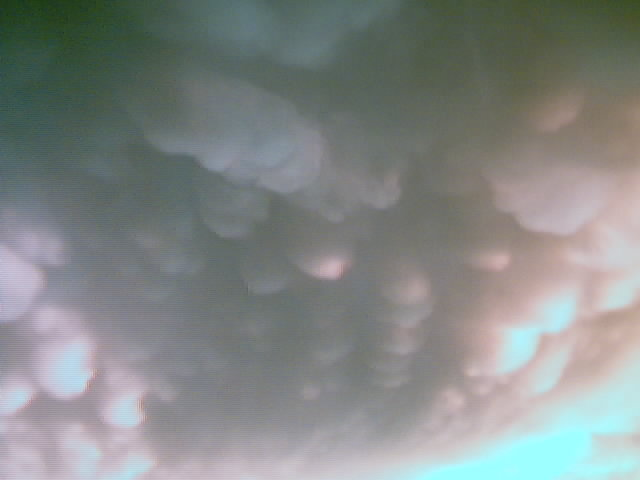
Una altra vista de la formació post-Catarina
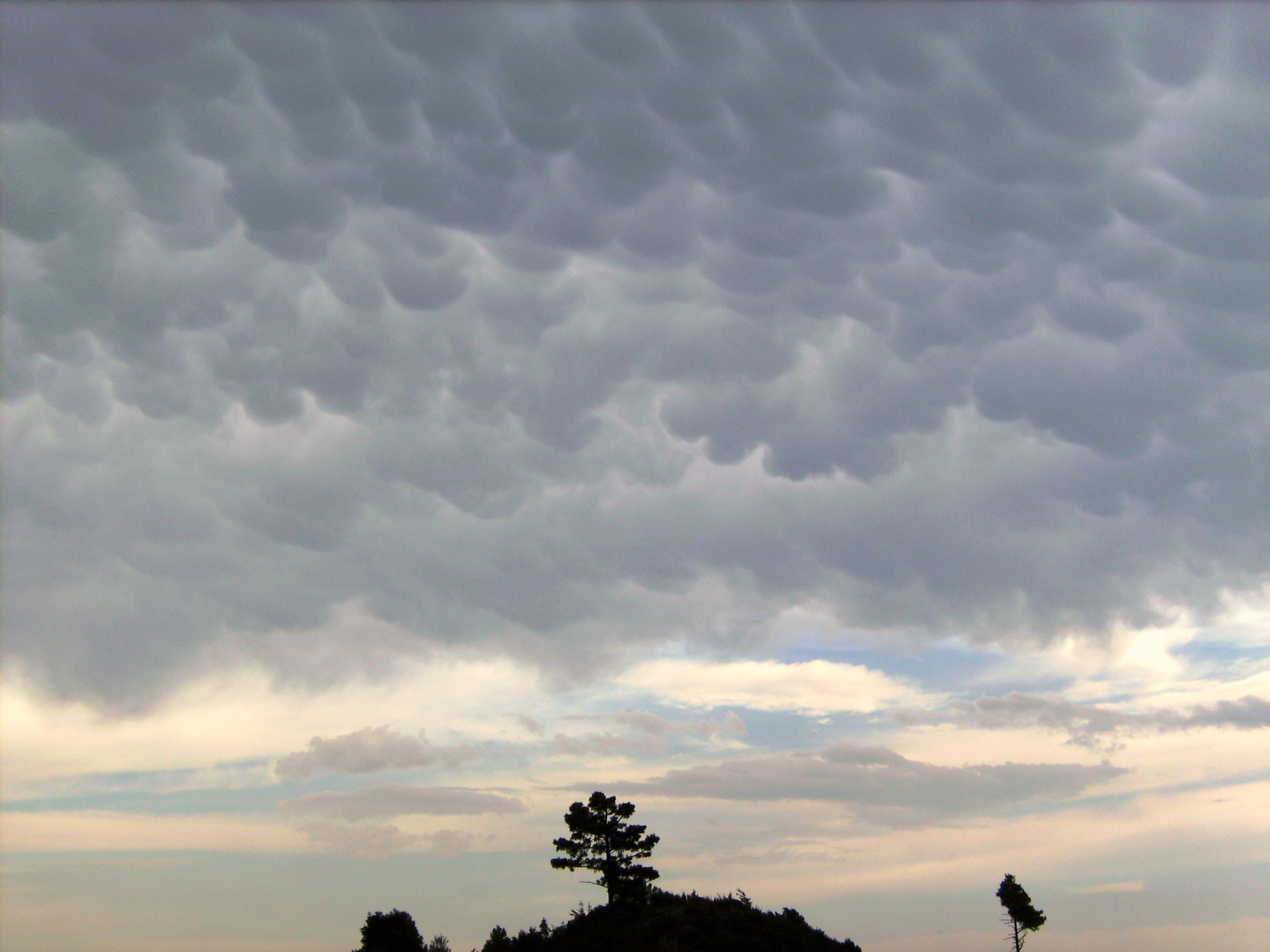
Mammes a la Serra de Castelltallat, Agost de 2013